# Julij Markovič Daniėl'
Julij Markovič Daniėl' (in russo Юлий Маркович Даниэль?; Mosca, 15 novembre 1925 – Mosca, 30 dicembre 1988) è stato uno scrittore, saggista e traduttore russo.

## Biografia
Esordì come traduttore e saggista e collaborò alla rivista Novyj Mir. Nel 1966 venne arrestato, insieme a Andrej Donatovič Sinjavskij, e condannato a cinque anni di gulag per aver fatto pubblicare all'estero scritti giudicati antisovietici.
Sotto lo pseudonimo di Nikolaj Aržak (Николай Аржак), a partire dal 1958 (Le mani), Daniėl' aveva iniziato un'attività narrativa in cui elementi fantastici e utopistici si mescolavano a un'aperta denuncia della quotidiana violenza operata dai burocrati del regime sull'uomo comune (Qui parla Mosca, 1960; L'uomo del Minap, 1961; L'espiazione, 1966).
A differenza di Sinjavskij, emigrato in occidente dopo l'espiazione della condanna, Daniėl' rimase in Unione Sovietica, senza più riprendere l'attività letteraria.

## Opere
- "Бегство" (Escape), 1956
- "Человек из МИНАПа" (L'uomo del MINAP), 1960
- "Говорит Москва" (Qui parla Mosca), 1961
- "Искупление" (L'espiazione), 1964
- "Руки" (Le mani)
- "Письмо другу" (Lettera ad un amico), 1969
- "Ответ И. Р. Шафаревичу" (Risposta a Igor' Šafarevič), 1975
- "Книга сновидений" (Il libro dei sogni)
- "Я все сбиваюсь на литературу..." (Versi dalla prigione), 1972